# 정영훈 (1968년)
정영훈(鄭永勳, 1968년 12월 20일 ~ )는 대한민국의 기업인, 변호사, 정치인이다. 중소벤처기업진흥공단 상임감사를 지냈다.

## 학력
- 1974 ~ 1980 경남 사천국민학교 졸업
- 1980 ~ 1983 사천중학교 졸업
- 1983 ~ 1986 대아고등학교 졸업
- 1986 ~ 1991 서울대학교 공법학 학사

## 경력
- 2006.04 ~ 2011.04 : 현대아산 상무이사
- 정영훈 법률사무소 변호사
- 2016.08 ~ 2017.07 : 더불어민주당 경상남도당 위원장
- 2019.01[1] ~ 2020.03[2] : 중소벤처기업진흥공단 상임감사

## 역대 선거 결과
|  | 22.81% |

|  | 33.89% |

|  | 38.4% |